# 贝尔索西利亚
贝尔索西利亚，是西班牙卡斯蒂利亚-莱昂帕伦西亚省的一个市镇。 总面积20平方公里，总人口68人（2001年），人口密度3人/平方公里。